# 奥斯高恩
奥斯高恩（法語：Hausgauen，法語發音：[ausɡauən] ⓘ）是法国上莱茵省的一个市镇，属于阿尔特基什区。

## 地理
奥斯高恩（47°36'16"N, 7°19'23"E）面积5.79 平方千米，位于法国大東部大區上莱茵省，该省份为法国东部内陆省份，是阿尔萨斯的一部分，今与下莱茵省组成了阿尔萨斯欧洲集体，其北临下莱茵省，西接孚日省，西南接贝尔福地区省，东侧沿莱茵河与德国相望，南与瑞士接壤。
与奥斯高恩接壤的市镇（或旧市镇、城区）包括：贝滕多夫、什沃本、安德斯巴克、瓦尔巴克、艾维莱尔、塔格斯多夫。
奥斯高恩的时区为UTC+01:00、UTC+02:00（夏令时）。

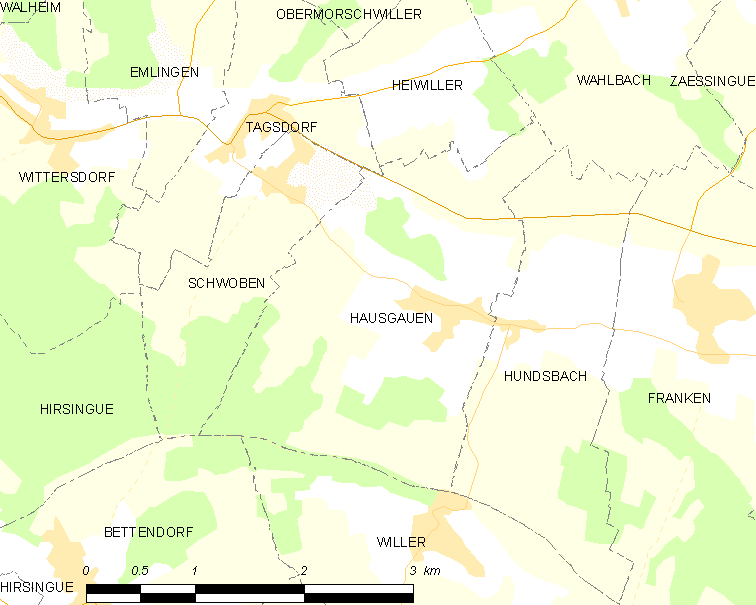
奥斯高恩的OSM定位图

## 行政
奥斯高恩的邮政编码为68130，INSEE市镇编码为68124。

## 政治
奥斯高恩所属的省级选区为阿尔特基什县。

## 人口

1962-2008年间奥斯高恩人口变化图示

奥斯高恩于2022年1月1日时的人口数量为372人。